# 岡山市立オリエント美術館

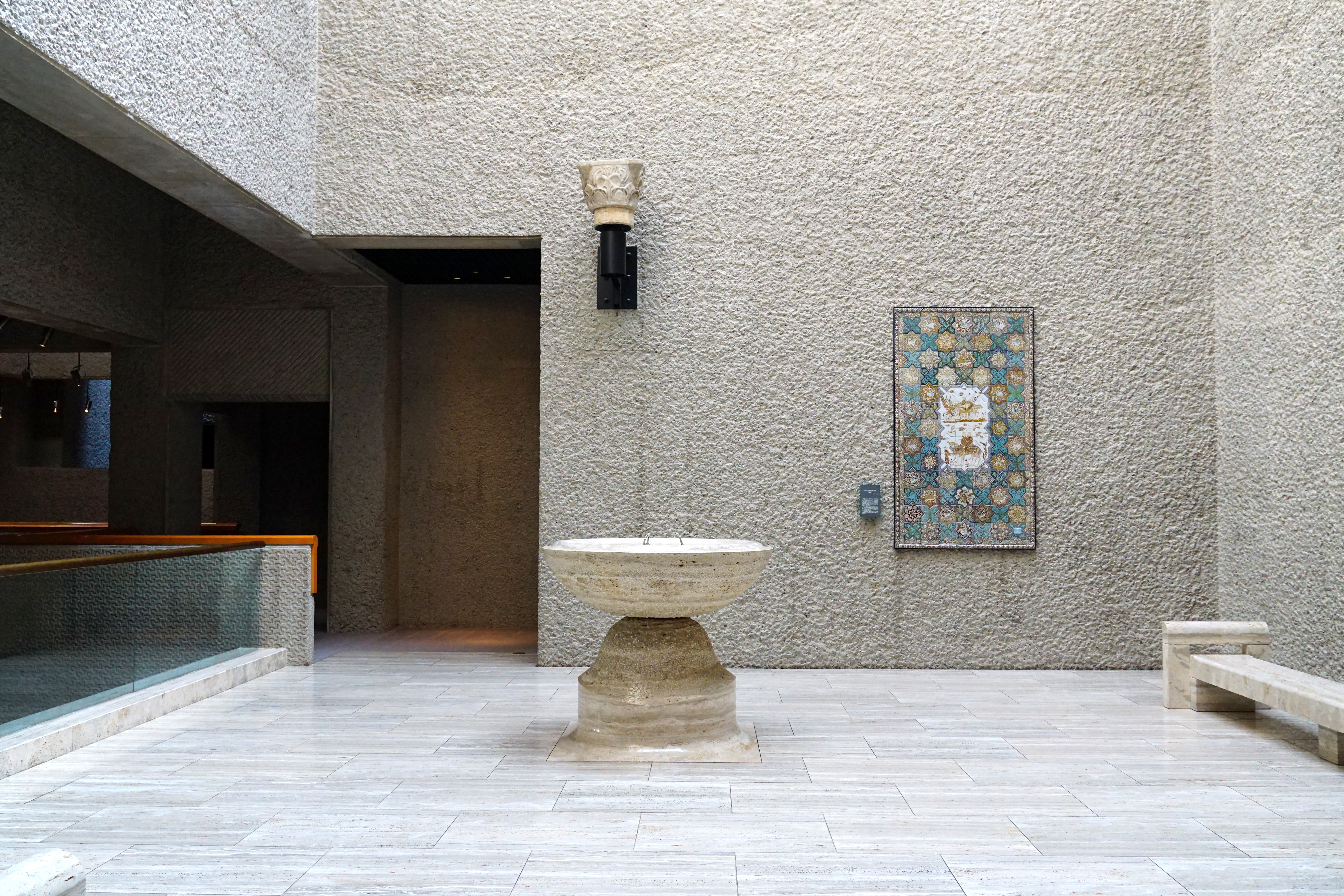
中庭

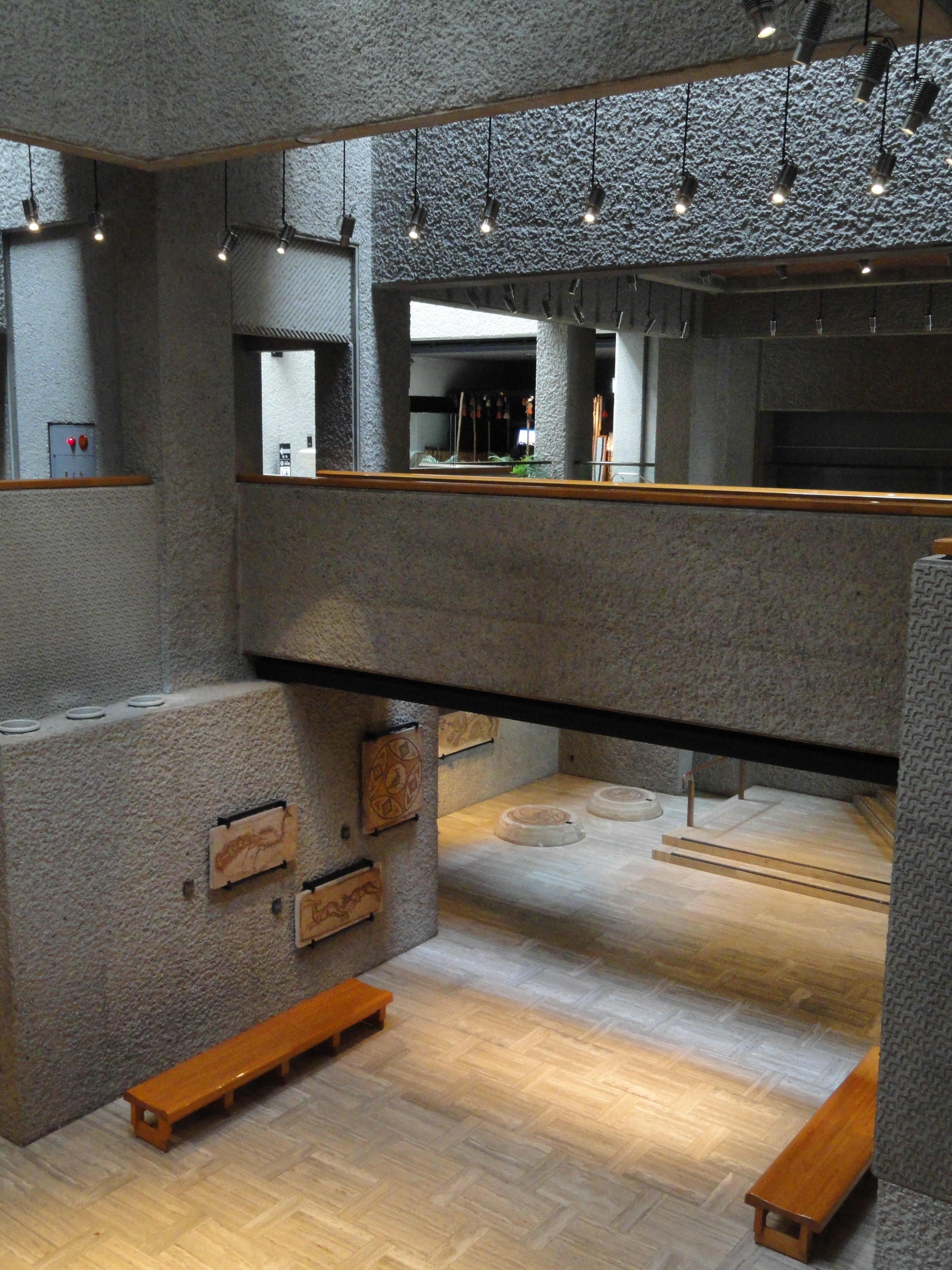
展示室

岡山市立オリエント美術館（おかやましりつオリエントびじゅつかん）は、岡山県岡山市北区にある美術館。
岡山市教育委員会が管理を行っている。1981年に第22回BCS賞を受賞。

## 概要
学校法人岡山学園より、古代オリエントの美術品が1,947点寄贈された事を機に1979年（昭和54年）に開館した。
寄贈されたコレクションは安原真二郎岡山学園理事長が親交のあった東京大学名誉教授の江上波夫と、東京大学東洋文化研究所教授の深井晋司の指導のもとに形成されたものであり、学問的に系統だった資料が収集されている。
当美術館の開館後も古代オリエントの美術品を収集し、国内唯一の古代オリエントを専門とする公立の美術館として西日本における研究拠点としても機能している。
寄贈や寄託を含め、2011年（平成23年）3月現在では、4,942点もの収蔵品を抱えている。
2004年（平成16年）には開館25周年記念事業の一環として貴重な「アッシリア・レリーフ」を購入し、古代オリエント研究者としても著名な三笠宮崇仁親王が特別顧問に就任した。
展示品を鑑賞するだけでなく、以下のような様々な体験ができる。
- 体験型ワークショップ
- ギャラリートーク
- ギャラリー・コンサート

## 建築概要
- 設計 - 岡田新一設計事務所[1]
- 敷地面積 - 1,786m2[1]
- 延床面積 - 4,336m2[1]
- 竣工 - 1979年（昭和54年）[1]
- 所在地 - 岡山県岡山市北区天神町9-37[1]
- 規模 - 地下1階、地上3階、屋階1階
- 構造 - 鉄筋コンクリート[1]、直接基礎
- 受賞 - BCS賞[1]、公共建築賞文化部門最優秀賞[1]、BELCA賞ロングライフ部門賞[1]

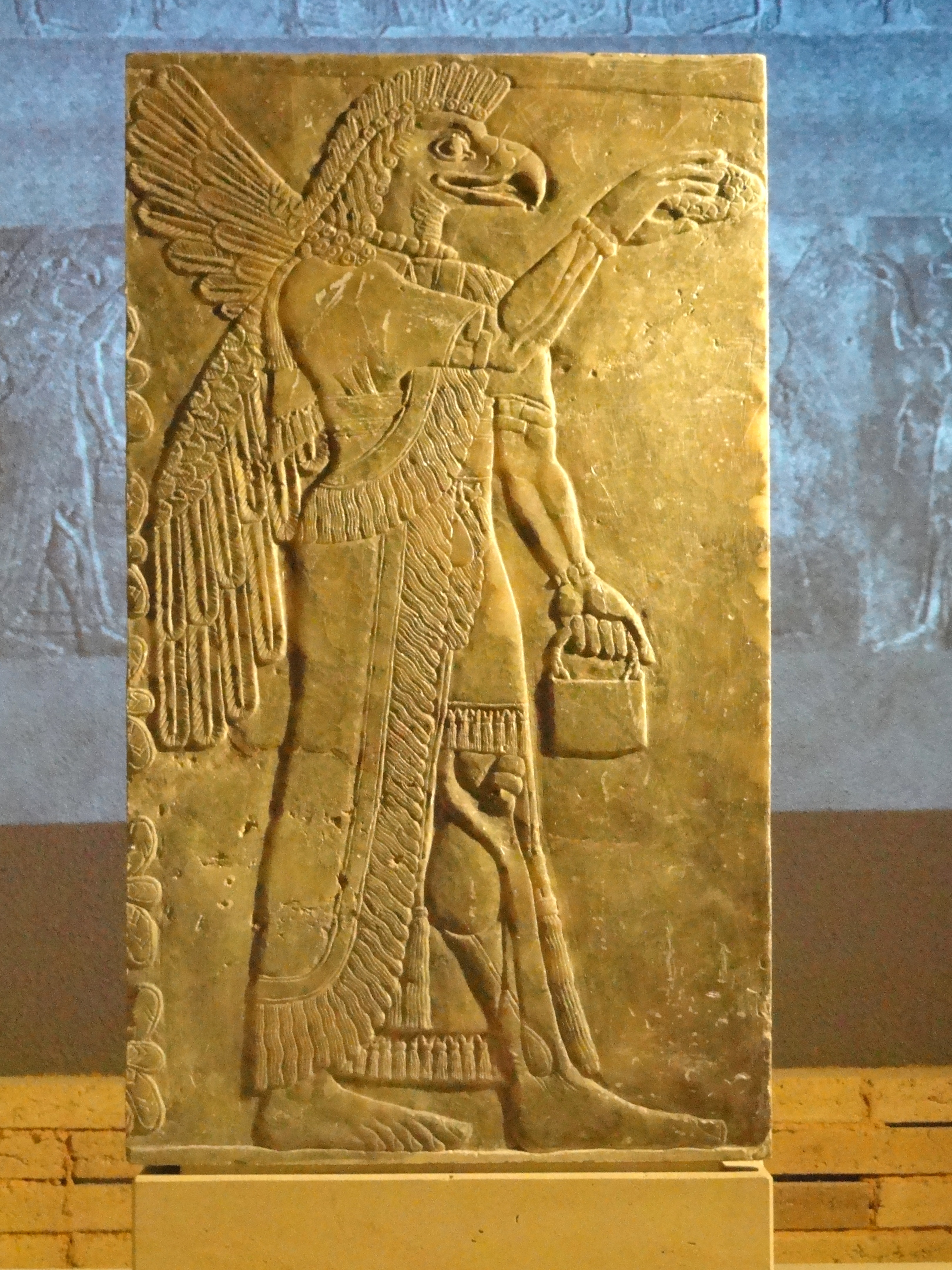
有翼鷲頭精霊像浮彫 イラク、ニムルド 紀元前900 - 850年
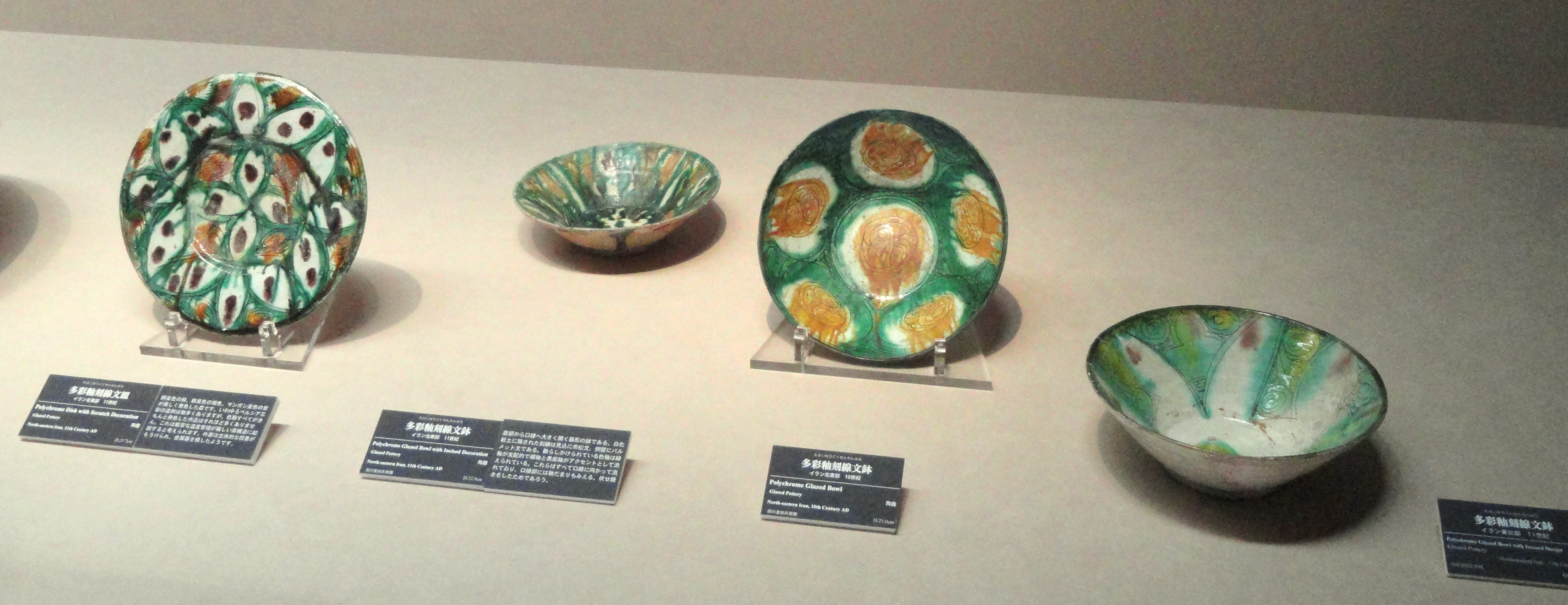
ペルシャ陶器の展示 多彩釉刻線文皿（左端）、多彩釉刻線文鉢（右3点）いずれもイラン北東部 10世紀（右から2番目の鉢）、11世紀（他の3点）

## 交通アクセス
- 岡山電気軌道東山本線　城下電停下車